# Tipula (Eumicrotipula) arenae
Tipula (Eumicrotipula) arenae is een tweevleugelige uit de familie langpootmuggen (Tipulidae). De soort komt voor in het Neotropisch gebied.